# Body Language (Blake Shelton)
Body Language è il dodicesimo album in studio del cantante di musica country statunitense Blake Shelton, pubblicato nel 2021.

## Descrizione

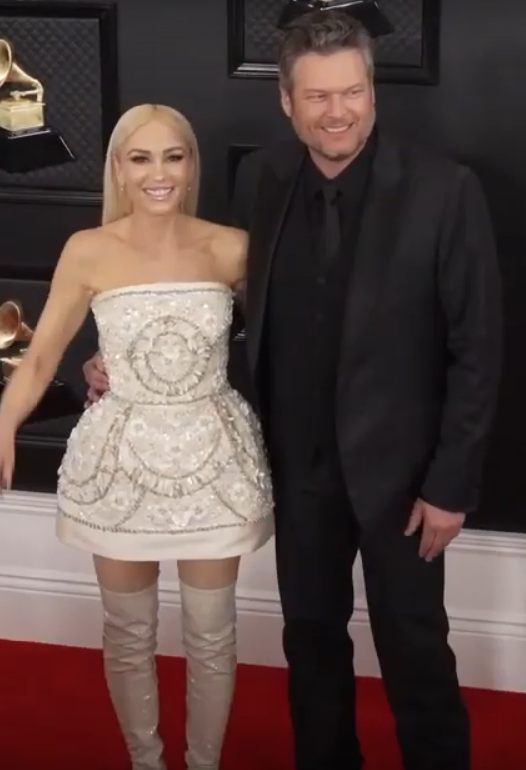
Blake Shelton e Gwen Stefani ai Grammy Awards del 2020

Il dodicesimo album in studio del cantautore è stato pubblicato dopo circa vent'anni dal suo primo singolo Austin. La scelta del titolo deriva dalla sordità che ha subito dall'inizio della sua carriera, e quindi si deve affidare al linguaggio del corpo per comprendere gli altri. Il cantautore ha affermato che vi sono brani con nuove sperimentazioni ed altri più classici.
Nell'album è compresa la collaborazione con la moglie Gwen Stefani, Happy Anywhere, brano che racconta come una coppia può sempre ottenere la felicità indipendentemente dalle circostanze, il che può alludere all'implicazione della quarantena come risultato della pandemia di COVID-19.

## Accoglienza
Chris Willman per Variety afferma che «il suo dodicesimo album in studio, ha probabilmente meno contenuto serio e riflessivo di qualsiasi altro che abbia mai pubblicato» riflettendo che probabilmente «ci può essere stata sia una mancanza di ambizione che un senso di sollievo nell'entrare in un album in cui si può essere certi che le canzoni di rottura avranno un impatto insignificante». Willman critica anche l'incoerenza di alcuni brani, scrivendo che un milionario non può cantare senza pensieri che «l'amore vince anche senza uno stipendio fisso», come accade nel secondo estratto Minimum Wage.
Stephen Thomas Erlewine, in una recensione più entusiasta dell'album per AllMusic, definisce il progetto «allegro, pulito e brillante» sebbene riscontri come Willman una certa indelicatezza verso alcune tematiche trattate, tra cui l'accenno al favorire l'agricoltura intensiva e il concetto di amare liberamente anche senza lavorare, tanto da definirle «spot pubblicitari».
The Nash News riscontra che «in tutto questo progetto che Shelton è innamorato di Gwen Stefani e vuole che il mondo lo sappia» affermando che sono ricorrenti i temi che descrivono una nuova vita dopo un amore concluso e uno nuovo arrivato.

## Tracce
1. Minimum Wage – 3:48
2. Body Language – 2:49
3. Happy Anywhere – 2:50
4. Now I Don't – 3:50
5. Monday Mornin' Missin' You – 3:40
6. Corn – 2:59
7. Makin' It Up as You Go – 2:41
8. Whatcha Doin' Tomorrow – 2:41
9. The Girl Can't Help It – 2:44
10. The Flow – 2:55
11. Neon Time – 3:45

## Classifiche
| Classifica (2021)              | Posizione massima |
| ------------------------------ | ----------------- |
| Canada                         | 50                |
| Stati Uniti                    | 18                |
| Stati Uniti Top Country Albums | 3                 |